# زامبی اعتبار
در ایالات متحده آمریکا، یک زامبی اعتبار کسی است که به اشتباه توسط سازمان تأمین اجتماعی (آمریکا) در پرونده لیست مردگان  فوت شده اعلام شود. علت درج افراد زنده در پرونده لیست مردگان نامشخص است.
با بررسی یک لیست از لیست مردگان، در گزارش "متوفیان" مرکز اعتبارسنجی که به درخواست افرادی که به دنبال بررسی گزارش‌های اعتباری افراد هستند داده می‌شود، این حالت زامبی اعتبار می‌تواند مردم را از، کسب اعتبار، دریافت مزایای دولتی، اجاره آپارتمان، یا تامین شغل و در هر چیزی که مربوط به چک و کارت‌های اعتباری یا تامین اجتماعی باشد، مانع شود. زامبی‌های اعتباری حتی ممکن است حساب‌های بانکی خود را بسته شده و بدون دسترسی به پول درون حساب ببینند.
" زامبی اعتبار" یک نمونه قیاسی از مفهوم مرده متحرک است که یکبار زنده بوده است و باز هم وجود دارد. یک زامبی اعتبار هم کسی است که رسماً فوت شده اعلام شده است، در حالی که بدیهی است که آن شخص در واقع زنده است.
سازمان تامین اجتماعی آمریکا به طور تصادفی حدود ۱۰۰۰ نفر فوتی در هر ماه در پرونده لیست مرگان ثبت می‌کند. تخمین زده می‌شود که در آمریکا ممکن است ۵۰۰,۰۰۰ زامبی اعتبار وجود داشته باشد.